# Hengnan
Der Kreis  Hengnan (chinesisch 衡南县, Pinyin Héngnán Xiàn) ist ein Kreis in der chinesischen Provinz Hunan. Er gehört zum Verwaltungsgebiet der bezirksfreien Stadt Hengyang (衡阳市). Hengnan hat eine Fläche von 2.622 km² und zählt 927.000 Einwohner (Stand: Ende 2018). Sein Hauptort ist die Großgemeinde Yunji (云集镇).

## Geographie
Der Kreis Hengnan liegt im mittleren Südosten der Provinz Hunan. Er grenzt im Süden an die Städte Leiyang und Changning, im Westen an den Kreis Qidong, im Norden an die beiden Kreise Hengyang und Hengshan, die drei Bezirke Zhengxiang, Yanfeng und Zhuhui sowie im Nordosten und Osten an die beiden Kreise Hengdong und Anren. Der Verwaltungssitz des Kreises ist die Stadt Yunji.

## Administrative Gliederung
Auf Gemeindeebene setzt sich der Kreis aus zweiundzwanzig Großgemeinden und drei Gemeinden zusammen. 　　